# Фрумоаса (Молдова)
Фрумоаса (рум. Frumoasa) — село у Калараському районі Молдови. Утворює окрему комуну.

## Населення
За даними перепису населення 2004 року у селі проживали 660 осіб.
Національний склад населення села:
| Національність       | Кількість осіб | Відсоток   |
| -------------------- | -------------- | ---------- |
| молдавани румуни     | 651 3          | 98,6% 0,5% |
| українці             | 2              | 0,3%       |
| цигани               | 1              | 0,2%       |
| інша / без відповіді | 3              | 0,5%       |
| Всього               | 660            | 100%       |